# Финал Кубка СССР по футболу 1946
Финал Кубка СССР по футболу 1946 года состоялся 20 октября. Московский «Спартак» победил тбилисское «Динамо» со счётом 3:2 (с учётом дополнительного времени) и стал обладателем Кубка СССР.

## Путь к финалу
| Спартак Москва  | Спартак Москва | Спартак Москва | Этап       | Динамо Тбилиси | Динамо Тбилиси | Динамо Тбилиси |
| --------------- | -------------- | -------------- | ---------- | -------------- | -------------- | -------------- |
| Соперник        | Место          | Счёт           |            | Соперник       | Место          | Счёт           |
| ВВС Москва      | Дома           | 6:2            | 1/8 финала | Динамо Минск   | Дома           | 0:0            |
| ВВС Москва      |                |                | 1/8 финала | Динамо Минск   | Дома           | 2:0            |
| Спартак Ужгород | Дома           | 5:0            | 1/4 финала | Динамо Москва  | В гостях       | 2:1            |
| Динамо Киев     | Дома           | 3:1            | 1/2 финала | Торпедо Москва | В гостях       | 2:1            |

## Ход финального матча
Тбилисское «Динамо» и московский «Спартак» впервые встречались между собой в финале Кубка СССР по футболу. Для красно-белых это финал был третьим (в предыдущих случаях он побеждал), для «Динамо» — также третьим, но тбилисцы ещё не побеждали в финале Кубка СССР. Кроме того, команды трижды встречались между собой на различных стадиях этого турнира: дважды дальше проходили динамовцы, и один раз — москвичи.
«Спартак» использовал в матче вместо привычной для себя зонной системы защиты личную опеку нападающих противников. Защитники «Спартака» надежно закрыли нападающих тбилисцев: Николай Гуляев — Бориса Пайчадзе, Олег Тимаков — Виктора Бережного, Серафим Холодков — Виктора Панюкова, Константин Рязанцев — Автандила Гогоберидзе.
Счёт был открыт на 9-й минуте в результате комбинации «Спартака» при участии Николая Дементьева, Георгия Глазкова и Ивана Конова, последний и стал автором забитого мяча. Тбилисцам понадобилось 6 минут для восстановления равновесия в матче: при розыгрыше углового защитник «Спартака» Гуляев неудачно отбил мяч, чем воспользовался динамовский форвард Гогоберидзе, отправивший снаряд в сетку ворот москвичей. А на 22-й минуте тбилисцы и вовсе вышли вперёд: москвичи ошиблись при выбросе аута, полузащитник «Динамо» Георгий Антадзе перехватил его и забил гол. Отыгрались москвичи в концовке первого тайма, также при вбрасывании мяча из аута. Конов вбросил мяч, его подхватил Глазков и отправил на Глазкова, завершившего комбинацию результативным ударом.
Во второй тайме забитых мячей не было, но стало сказываться лучшая физическая подготовленность москвичей. Решающий мяч был забит в дополнительное время, на 99-й минуте. Автором победного гола стал Тимаков, отправивший мяч головой в ворота после передачи Алексея Соколова. Московский «Спартак» в третий раз стал обладателем Кубка СССР по футболу.

## Финал
| Спартак (Москва)                     | 2:2 (доп. вр. 1:0) | Динамо (Тбилиси)              |
| ------------------------------------ | ------------------ | ----------------------------- |
| Конов 9′ · Глазков 38′ · Тимаков 99′ | Отчёт              | Гогоберидзе 15′ · Антадзе 22′ |

| СПАРТАК:        |  |                     |  |      |
|                 |  |                     |  |      |
| Вр              |  | Алексей Леонтьев    |  |      |
| Зщ              |  | Серафим Холодков    |  |      |
| Зщ              |  | Николай Гуляев      |  |      |
| Зщ              |  | Василий Соколов     |  |      |
| ПЗ              |  | Константин Рязанцев |  |      |
| ПЗ              |  | Олег Тимаков        |  |      |
| Нап             |  | Борис Смыслов       |  | 116' |
| Нап             |  | Иван Конов          |  |      |
| Нап             |  | Алексей Соколов     |  |      |
| Нап             |  | Николай Дементьев   |  |      |
| Нап             |  | Георгий Глазков     |  |      |
| Замены:         |  |                     |  |      |
| Нап             |  | Николай Климов      |  | 116' |
| Главный тренер: |  |                     |  |      |
| Альберт Вольрат |  |                     |  |      |

| ДИНАМО:         |  |                      |  |     |
|                 |  |                      |  |     |
| Вр              |  | Гиви Иоселиани       |  |     |
| Зщ              |  | Алкивиад Пехлеваниди |  |     |
| Зщ              |  | Леван Салдадзе       |  |     |
| Зщ              |  | Ибрагим Сарджвеладзе |  |     |
| ПЗ              |  | Арчил Кикнадзе       |  |     |
| ПЗ              |  | Григорий Гагуа       |  |     |
| ПЗ              |  | Георгий Антадзе      |  |     |
| Нап             |  | Автандил Гогоберидзе |  |     |
| Нап             |  | Борис Пайчадзе       |  |     |
| Нап             |  | Виктор Бережной      |  |     |
| Нап             |  | Виктор Панюков       |  | 46' |
| Замены:         |  |                      |  |     |
| Нап             |  | Аслан Харбедия       |  | 46' |
| Главный тренер: |  |                      |  |     |
| Андрей Жордания |  |                      |  |     |

## Интересные факты
Со "Спартаком" становился чемпионом четыре раза. Но не было ни пышных банкетов, ни танцев на столе, никто не безобразничал. Все скромно, культурно. Не то что в 1946-м … Команда собралась в "Национале" по случаю победы в финале Кубка СССР. Гульнули так, что расплатиться денег не хватило. Кто-то предложил оставить в залог трофей. Наутро об этом даже не вспомнили. Все были уверены, что передали его в городской совет "Спартака". А через месяц звонок в клуб: "Это директор ресторана. Вы когда "вазу" заберете?" Скандал был грандиозный, до Романова дошло.
— Алексей Парамонов. Интервью газете «Спорт-Экспресс»